# 15905 Бертьєр
15905 Бертьєр (15905 Berthier) — астероїд головного поясу, відкритий 27 вересня 1997 року.
Тіссеранів параметр щодо Юпітера — 3,415.